# BeReal
BeReal és una aplicació francesa de xarxes socials llançada el 2020. Va ser desenvolupat per Alexis Barreyat i Kevin Perreau i va guanyar popularitat principalment amb la Generació Z al principi del 2022.
La seva característica principal és una notificació diària que anima els usuaris a compartir una foto d'ells mateixos i del seu entorn immediat, en una finestra de dos minuts seleccionada aleatòriament cada dia.
Tot i que es va fer popular a Tiktok, els crítics van assenyalar el seu èmfasi en l'autenticitat, que alguns consideraven que va traspassar la línia de la mundanitat.

## Història
L'aplicació va ser desenvolupada per Alexis Barreyat, i fundada per ell mateix i Kévin Perreau. Els dos fundadors es van conèixer quan assistien a la mateixa escola de programació, i després de graduar-se van emprendre diferents camins: Perreau va estar més de quatre anys treballant a consultoria digital d'Opteamis i Barreyat va produïr contingut per a GoPro. Tot i el seu distanciament laboral, ambdós van llençar la primera versió de BeReal el desembre de 2019. Durant gran part de 2020, es van dedicar a perfeccionar l'aplicació, que va registrar pocs centenars de descàrregues fins al mes de setembre. No obstant això, a finals d'aquest mateix any, les descàrregues van començar a disparar-se; a partir de 2021, les baixades mensuals van créixer fins a desenes de milers al mes.
Tot aquest creixement exponencial es va donar, en gran part, pel programa d'ambaixadors a universitats que BeReal va posar en marxa durant aquella època. L'aplicació ja havia triomfat a les botigues d'aplicacions franceses, i el nou programa va permetre que creixés als Estats Units.
La majoria de les descàrregues i l'esplendor més gran de l'aplicació va arribar el 2022. Al juny,  BeReal ja comptava amb 4,2 milions de descàrregues, i a finals d'any es va arribar a 14,7 milions. Cal mencionar també que l'empresa va rebre una ronda de finançament de 30 milions de dòlars d'⁣Andreessen Horowitz. Tot plegat va fer que aquell any, BeReal estava valorat en 600 milions de dòlars.

## Funcionament de l'aplicació
Un cop al dia, BeReal notifica a tots els usuaris que hi ha oberta una finestra de dos minuts per publicar una foto i demana als usuaris que comparteixin una imatge del que estiguin fent en aquell moment. La finestra donada varia d'un dia a l'altre. Si un usuari publica la seva imatge diària més tard de la finestra de dos minuts, els altres usuaris rebran el fet. Els usuaris no poden publicar més d'una foto al dia. A causa del seu cicle diari de compromís, s'ha comparat amb Wordle, que va guanyar popularitat a principis de 2022.
BeReal s'ha descrit com a dissenyat per competir amb Instagram, alhora que resta l'accent en l'addicció i l'ús excessiu de les xarxes socials. L'aplicació no permet cap filtre de fotos ni cap altra edició, i no té publicitat ni recompte de seguidors.

## Recepció
Jason Koebler, escriptor de Vice, va escriure que, a diferència d'Instagram, que presenta una visió inabastable de la vida de la gent, BeReal "fa que tothom sembli extremadament avorrit". Niklas Myhr, professor de xarxes socials a la Universitat de Chapman, va argumentar que la profunditat del compromís que pot determinar si l'aplicació és una tendència passatgera i genera "poder de permanència". Kelsey Weekman, periodista de BuzzFeed News, va assenyalar que la falta de voluntat de l'aplicació per "glamoritzar la banalitat de la vida" la va fer sentir "humil", malgrat el seu èmfasi en l'autenticitat.